# Công ty Cổ phần Nghe nhìn Toàn cầu
Công ty Cổ phần Nghe nhìn Toàn cầu, tên viết tắt là AVG (từ tên giao dịch tiếng Anh: Audio Visual Global) được thành lập ngày 15 tháng 8 năm 2008, là nhà cung cấp dịch vụ truyền hình trả tiền tại Việt Nam, với thương hiệu cùng tên.
AVG được Mobifone mua lại vào ngày 25 tháng 12 năm 2015. Tuy nhiên, sau đó, thương vụ này đã bị huỷ bỏ.
AVG là đơn vị cung cấp dịch vụ truyền hình kỹ thuật số thứ ba tại Việt Nam có phạm vi phủ sóng toàn quốc sau Đài Truyền hình Việt Nam (VTV), Đài Truyền hình kỹ thuật số Việt Nam (VTC).
AVG là đơn vị tư nhân thứ hai (trước đó có K+) tham gia vào việc xây dựng hạ tầng truyền dẫn truyền hình kỹ thuật số vệ tinh ở Việt Nam.

## Các hoạt động
- Hỗ trợ vận động viên thể thao Việt Nam[3]
  - Tên chương trình: Quỹ hỗ trợ VĐV thể thao Việt Nam
  - Thời gian thành lập: Ra mắt ngày 5 tháng 12 năm 2011
  - Lãnh đạo: Chủ tịch Quỹ là ông Phạm Nhật Vũ (em trai của Phạm Nhật Vượng) – Chủ tịch AVG, Phó Chủ tịch Quỹ là ông Hoàng Vĩnh Giang – Phó chủ tịch kiêm Tổng thư ký Ủy ban Olympic Việt Nam.
  - Mục đích thành lập: Quỹ ra đời tạo điều kiện, giúp đỡ cho các vận động viên, huấn luyện viên gặp chấn thương có thêm kinh phí chữa trị. Quỹ hoạt động theo nguyên tắc tự nguyện, độc lập, có tư cách pháp nhân và có con dấu riêng, tự tạo vốn, tự trang trải và chịu trách nhiệm trước pháp luật bằng tài sản của mình. Vốn điều lệ ban đầu của Quỹ là 2 tỷ đồng do AVG đóng góp.
  - Hoạt động:
    - Hỗ trợ 15.000 USD cầu thủ bóng đá Văn Quyến phẫu thuật cổ chân[4]
    - Hỗ trợ 360 triệu đồng cho thủ môn đội tuyển bóng đá nữ Việt Nam Kim Hồng phẫu thuật
    - Hỗ trợ VĐV Karatedo Vũ Thị Nguyệt Ánh thực hiện phẫu thuật[5]
- Bóng đá cộng đồng
  - Tên chương trình: Bóng đá cộng đồng của CLB Barcelona thực hiện tại Việt Nam
  - Thời gian thành lập: Triển khai từ tháng 4 năm 2009
  - Đối tượng tham gia: Từ 6–14 tuổi.
  - Hoạt động: Chương trình mở các lớp đào tạo bóng đá cho trẻ em, tham gia huấn luyện có các HLV người Việt và HLV đội trẻ của CLB danh tiếng Barcelona trực tiếp sang Việt Nam.

## Vụ án Mobifone mua AVG
Ngày 1 tháng 8 năm 2016, văn phòng Chính phủ ra văn bản thanh tra lại thương vụ Mobifone mua AVG. Sau đó ngày 13 tháng 3 năm 2018 Bộ Thông tin và Truyền thông xác nhận Mobifone và AVG đã hủy hợp đồng thương vụ mua bán trên.

### Trách nhiệm bộ Thông tin và Truyền thông
Theo báo Thanh Niên, thương vụ MobiFone mua 95% cổ phần AVG thực chất là một màn kịch thổi phồng giá trị thực của doanh nghiệp nhằm lấy tiền nhà nước. Theo kết luận của Thanh tra Chính phủ, tại thời điểm đề xuất mua AVG thì hãng này đang thua lỗ hàng nghìn tỉ đồng, âm gần 50% vốn điều lệ, các số liệu, phương án trong kinh doanh hoàn toàn là giả định mơ hồ, thiếu thực tế. Lãnh đạo Bộ Thông tin và Truyền thông (Bộ trưởng vào thời điểm đó là ông Nguyễn Bắc Son) không chỉ gạt bỏ ý kiến phản biện của cấp dưới, báo cáo sai sự thật với Thủ tướng về tình trạng bết bát của AVG. Quyết định phê duyệt dự án đầu tư dịch vụ truyền hình của MobiFone, mà thứ trưởng Trương Minh Tuấn ký vào ngày 21.12.2015, vi phạm quy định tại điều 31, điều 33 và điều 34 của luật Đầu tư; vi phạm điều 28 của luật số 69/2014/QH13. Thanh tra Chính phủ cho là, "Như vậy, Bộ Thông tin và Truyền thông đã thiếu trách nhiệm, có biểu hiện cố ý làm trái các quy định của pháp luật trong việc quyết định phê duyệt đầu tư".

### Kết luận Thanh tra chính phủ
Thanh tra Chính phủ tiến hành chuyển giao hồ sơ điều tra vụ Mobifone mua cổ phần của AVG cho Bộ Công an vào ngày 24 tháng 4 năm 2018. Theo kết luận của họ, AVG chỉ có giá trị ròng khoàng 2.300 tỷ đồng, vì vậy Mobifone làm thất thoát ngân sách khoảng 6.600 tỷ đồng trong đó thiệt hại do mua nợ phải trả của AVG là 1.134 tỉ đồng.

### Thi hành kỷ luật Đảng
Ngày 30 tháng 6, Uỷ ban Kiểm tra trung ương kết luận thi hành kỷ luật bằng hình thức khai trừ ra khỏi Đảng đối với ông Lê Nam Trà, nguyên là ủy viên Ban Chấp hành Đảng bộ Khối doanh nghiệp Trung ương, nguyên Bí thư Đảng ủy, Chủ tịch Hội đồng thành viên Tổng công ty Mobifone.và ông Phạm Đình Trọng, đảng ủy viên, Bí thư Chi bộ, vụ trưởng Vụ Quản lý doanh nghiệp, Bộ Thông tin và Truyền thông. Ông Cao Duy Hải, phó Bí thư Đảng ủy, thành viên Hội đồng thành viên, Tổng Giám đốc Tổng công ty Mobifone, bị cách chức tất cả các chức vụ trong Đảng. Ông Phạm Hồng Hải, Ủy viên Ban cán sự Đảng, Thứ trưởng Bộ Thông tin và Truyền thông bị khiển trách. Ngoài ra Ủy ban Kiểm tra trung ương đề nghị cấp có thẩm quyền xem xét, thi hành kỷ luật đối với ông Nguyễn Bắc Son, nguyên ủy viên Trung ương Đảng, nguyên bí thư Ban cán sự Đảng, nguyên bộ trưởng và ông Trương Minh Tuấn, ủy viên Trung ương Đảng, bí thư Ban cán sự Đảng, bộ trưởng Bộ Thông tin và truyền thông.

### Khởi tố
Ngày 23 tháng 2 năm 2019, Cơ quan Cảnh sát điều tra Bộ Công an đã khởi tố, bắt giam và cho xét nhà ông Nguyễn Bắc Son và ông Trương Minh Tuấn – cả 2 đều là cựu bộ trưởng Bộ Thông tin truyền thông về tội "Vi phạm quy định về quản lý và sử dụng vốn đầu tư công gây hậu quả nghiêm trọng", được quy định tại khoản 3 Điều 220 Bộ luật hình sự năm 2015 liên quan đến thương vụ mua bán AVG.
Trưa 13 tháng 4 năm 2019, ông Phạm Nhật Vũ, nguyên chủ tịch Hội đồng quản trị công ty Nghe nhìn Toàn cầu (AVG) bị khởi tố, tạm giam, khám xét nhà về tội Đưa hối lộ, quy định tại khoản 4, điều 364 Bộ luật Hình sự năm 2015 trong thương vụ MobiFone mua 95% cổ phần AVG. Cơ quan điều tra cũng bổ sung quyết định khởi tố bị can đối với ông Nguyễn Bắc Son, Trương Minh Tuấn cùng là nguyên bộ trưởng Bộ Thông tin truyền thông và Lê Nam Trà (nguyên Chủ tịch Hội đồng thành viên MobiFone), Cao Duy Hải (cựu tổng giám đốc MobiFone) về tội nhận hối lộ quy định tại khoản 4, điều 354 Bộ luật Hình sự năm 2015. Cơ quan điều tra cũng khởi tố, bắt tạm giam, khám xét nhà ông Võ Văn Mạnh, giám đốc và ông Hoàng Duy Quang, nhân viên ty TNHH tư vấn đầu tư và thẩm định AMAX về tội "Vi phạm quy định về quản lý và sử dụng vốn đầu tư công gây hậu quả nghiêm trọng", quy định tại Điều 220 Bộ luật Hình sự năm 2015, vai trò đồng phạm.